# Тихонов Микола Олександрович
Микола Олександрович Тихонов (1 (14) травня 1905, Харків — 1 червня 1997, Петрово-Дальнє) — радянський державний і партійний діяч. Голова Ради Міністрів СРСР у 1980—1985 роках, один з найстарших глав уряду (з 75 до 80 років) у післявоєнній історії Європи (рекорд належить Конраду Аденауеру, що покинув пост канцлера ФРН у 87 років). Депутат Верховної Ради СРСР 5—11-го скликань. Кандидат у члени ЦК КПРС в 1961—1966 роках. Член ЦК КПРС в 1966—1989 роках. Кандидат у члени Політбюро ЦК КПРС з 27 листопада 1978 по 27 листопада 1979 року. Член Політбюро ЦК КПРС з 27 листопада 1979 по 15 жовтня 1985 року. Доктор технічних наук (1961). Двічі Герой Соціалістичної Праці (1975 і 1982).

## З життєпису
Народився в родині інженера. З 1920 по 1924 рік навчався в Катерининському технікумі шляхів сполучення міста Катеринослава. Трудову діяльність розпочав у 1924 році помічником машиніста паровоза на залізниці. Працював техніком механічного цеху Катеринославського (з 1926 року — Дніпропетровського) заводу імені Леніна.
У 1930 році закінчив Дніпропетровський металургійний інститут.
З 1930 року — інженер-проектувальник «Діпросталі», з 1933 року — помічник, заступник начальника цеху, з січня 1938 року — начальник цеху тонкостінних труб, а з січня 1940 року — головний інженер і заступник директора Дніпропетровського металургійного і трубопрокатного заводу імені Леніна. Член ВКП(б) з 1940 року.
Під час другої світової війни з вересня 1941 по липень 1947 року працював головним інженером Новотрубного заводу міста Первоуральська Свердловської РРФСР.
У липні 1947 — грудні 1950 року — директор Південнотрубного заводу міста Нікополя Дніпропетровської області.
У грудні 1950 — вересня 1955 року — начальник Головного управління трубної промисловості Міністерства чорної металургії СРСР. З вересня 1955 по травень 1957 року — заступник міністра чорної металургії СРСР, відповідав за трубну промисловість.
У травні 1957 — квітні 1960 року — голова Ради народного господарства Дніпропетровського економічного адміністративного району. У 1959 році був у складі радянської делегації, яка, на чолі з 1-м Секретарем ЦК КПРС М. С. Хрущовим, здійснила перший офіційний візит до США.
У квітні 1960 — березні 1963 року — заступник голови Державної науково-економічної ради Ради Міністрів СРСР — міністр СРСР. З березня 1963 по жовтень 1965 року обіймав посаду заступника голови Держплану СРСР — міністра СРСР.
Тихонов, після приходу до влади Л. І. Брежнєва, з яким був знайомий з 1930-х років по Дніпропетровську, почав займати значно вищі пости: з жовтня 1965 року — заступник голови Ради міністрів СРСР. У вересні 1976 року став першим заступником голови Ради міністрів. Під час хвороб О. М. Косигіна  виконував обов'язки голови уряду. 27 листопада 1978 року він був обраний кандидатом в члени Політбюро ЦК КПРС, 27 листопада 1979 року переведений з кандидатів у члени Політбюро.
23 жовтня 1980 року Верховна Рада СРСР затвердила Тихонова М. О. на посаді Голови Ради Міністрів СРСР..
26 вересня 1985 року Тихонов у зв'язку з погіршенням стану здоров'я подав у відставку. Після звільнення перебував державним радником при Президії Верховної Ради СРСР, персональним пенсіонером союзного значення. В останні роки жив самотньо, зі спогадами та інтерв'ю не виступав.
Похований на Новодівочому цвинтарі у Москві.

## Оцінка діяльності

Пам'ятник Тихонову М. О. у Харкові

У своїй діяльності М. О. Тихонов вважався господарником-практиком, хоча не мав здібностей до самостійної діяльності державного масштабу. Політичними питаннями не цікавився, не брав участі в інтригах, проте міг критикувати Косигіна та Брежнєва по деяких принципових питаннях.
У 1985 році пам'ятник Тихонову встановили у Харкові. У 2021 році в Санкт-Петербурзі встановлено пам'ятник Миколі Тихонову. У 2022 році пам'ятник Тихонову встановили в Москві.

## Нагороди
Двічі Герой Соціалістичної Праці (1975 і 1982). Лауреат Сталінські премії (1943, 1951). Нагороджений 9 орденами Леніна, 3 іноземними орденами, а також медалями.